# Lillsjön (Kvillinge socken, Östergötland, 650233-152592)
Lillsjön är en sjö i Norrköpings kommun i Östergötland och ingår i Kilaån-Motala ströms kustområde. Sjön har en area på 0,116 kvadratkilometer och ligger 2 meter över havet.

## Delavrinningsområde
Lillsjön ingår i det delavrinningsområde (650222-152450) som SMHI kallar för Rinner mot Pampusfjärden. Medelhöjden är 8 meter över havet och ytan är 7,73 kvadratkilometer. Det finns inga avrinningsområden uppströms utan avrinningsområdet är högsta punkten. Avrinningsområdets utflöde mynnar i havet, utan att ha någon enskild mynningsplats. Avrinningsområdet består mestadels av skog (12 procent), öppen mark (34 procent) och jordbruk (51 procent). Avrinningsområdet har 0,17 kvadratkilometer vattenytor vilket ger det en sjöprocent på 2,2 procent.